# Anti-Sixteenth Amendment Society
Anti-Sixteenth Amendment Society, var en amerikansk kvinnoorganisation, grundad 1869.
Den grundades av konservativa kvinnor under ledning av Madeleine Vinton Dahlgren. Deras åsikt var att rösträtten skulle störa familjelivet och att kvinnor hade tillräckligt mycket att göra i familjen för att besväras av politiska rättigheter som ytterligare ansvar.  
Organisationens syfte var att motverka införandet av kvinnlig rösträtt, en fråga som då drevs intensivt av rösträttsrörelsen. 
De publicerade en petition i Godey's Lady's Book and Magazine, samlade konservativa kvinnors underskrifter och lämnade in en petition mot kvinnlig rösträtt till kongressen i februari 1871. 